# Sojuz TM-26
Sojuz TM-26 (Союз ТМ-26) – rosyjska załogowa misja kosmiczna, stanowiąca trzydziestą drugą wyprawę na stację kosmiczną Mir.
5 sierpnia 1997 wystartował z kosmodromu Bajkonur w Kazachstanie Sojuz TM-26 z kosmonautami Anatolijem Sołowjewem i Pawłem Winogradowem na pokładzie. 7 sierpnia kosmonauci pomyślnie przycumowali do uszkodzonej bazy Mir. Głównym celem misji była naprawa poważnie uszkodzonej stacji przez dwóch specjalnie przeszkolonych kosmonautów. Załoga naprawiła kable zasilające i łącza ciężko uszkodzonego modułu Spiektr, przywracając stacji zasilanie. Kosmonauci wymienili także generatory powietrza na pokładzie stacji. Podczas spaceru kosmicznego wewnątrz uszkodzonego modułu nie udało się zlokalizować i naprawić uszkodzeń kadłuba, które doprowadziły do utraty powietrza.